# Ainština
Ainština, neboli Ainu (アイヌ イタク, Aynu Itak; japonsky: アイヌ語, Ainu-go) je řeč, kterou mluví etnická skupina Ainu na severu japonského ostrova Hokkaidó. Dříve se tímto jazykem mluvilo také na Kurilských ostrovech, severní části Honšú a jižní polovině Sachalinu. Ačkoliv je v některých ohledech typologicky podobný japonštině, je ainu považován za izolovaný jazyk bez známých vztahů k ostatním jazykům. Občas je řazen k paleoasijským jazykům (paleosibiřským jazykům), což je však pouze souhrnný pojem pro několik izolovaných a malých jazykových rodin, u nichž se věří, že se jimi mluvilo na Sibiři před příchodem tureckých a tunguzských mluvčích; není skutečnou jazykovou rodinou. Většina lingvistů věří, že sdílený slovník mezi ainu a nivchštinou je způsoben přejímáním slov. Navrhovaná příbuznost s japonštinou a altajskými jazyky (Patrie 1982) si získala jen malou podporu mezi odborníky. V dřívějších letech se jej někteří pokoušeli spojit s austronéskými jazyky na základě slovníkových a kulturních srovnání, kupříkladu japonský lingvista Šičiró Murajama. Alexandr Vovin (1993) předložil důkazy naznačující vzdálené propojení s austroasijskými jazyky; sám však označuje svou hypotézu jako předběžnou.

## Mluvčí
Ainu je skomírající jazyk. V Nibutani (část města Biratori na ostrově Hokkaidó), kde žije mnoho zbývajících rodilých mluvčích, je asi 100 mluvčích, z nichž na konci 80. let 20. století používalo jazyk denně pouze 15. Na celém Hokkaidó je asi 1 000 rodilých mluvčích, kteří s několika výjimkami nejsou mladší než 30 let. Používání mezi rodilými mluvčími stoupá, takže už asi nebude přesné říkat, že pouze 15 lidí jej užívá pravidelně, protože zde existuje hnutí snažící se zvrátit úbytek mluvčích dříve, než bude příliš pozdě. Většina ze 150 000 lidí prohlašujících se v Japonsku za etnické Ainu (mnoho dalších Ainu si není vědomo svých kořenů nebo je tají z obavy před diskriminací) mluví pouze japonsky, je zde však vzrůstající množství uživatelů, pro které není mateřštinou, zvláště na Hokkaidó, především díky vlivu aktivistů ainu a bývalého člena japonského parlamentu Šigeru Kajano, který byl sám rodilým mluvčím.
Ainu byl v posledních desetiletích ohroženým jazykem. Má nízký, ale poslední dobou zvyšující se počet mluvčích. Jejich dnešní počet (ať už pro tento pojem používáme jakoukoliv definici) není znám s jistotou. Mezi mluvčími (ve smyslu širší definice) v současné době nad rodilými převažují ti, co se jej naučili jako další jazyk.

## Fonologie
Slabiky ainu jsou typu CV(C) (tj. tvořené v pořadí souhláskou, samohláskou a někdy i další souhláskou) a proto zde vzniká málo skupin souhlásek.
|             | Přední | Střední | Zadní |
| ----------- | ------ | ------- | ----- |
| Zavřené     | i      |         | u     |
| Polozavřené | e      |         | o     |
| Otevřené    |        | a       |       |

|             | Bilabiála | Labio- dentála | Alveolára | Palatála | Velára | Glotála |
| ----------- | --------- | -------------- | --------- | -------- | ------ | ------- |
| Ploziva     | p         |                | t         |          | k      | ʔ       |
| Afrikáta    |           |                | ts        |          |        |         |
| Nazála      | m         |                | n         |          |        |         |
| Frikativa   |           |                | s         |          |        | h       |
| Aproximanta |           | w              |           | j        |        |         |
| Verberanta  |           |                | ɾ         |          |        |         |

Sekvence /ti/ je realizována jako [ʧi], /s/ před /i/ a na konci slabik přechází v [ʃ]. Mezi dialekty existují rozdíly; na ostrově Sachalinu přecházejí /p, t, k, r/ na konci slabik v /h/.
V jazyce se uplatňuje systém melodického přízvuku; slova včetně afixů mají vysokou intonaci na kmeni nebo na první slabice, pokud je zavřená nebo má dvojhlásku. Jiná slova mají vysokou intonaci na druhé slabice.

## Typologie a gramatika
Ainu je SOV jazyk (tj. slova ve větě mají pořadí: podmět, předmět, přísudek) s příklonkami. Podmět a předmět jsou obvykle označovány právě příklonkami. Podstatná jména sdružováním modifikují jedno druhé; klíčové je na konci. Slovesa, která jsou vnitřně buďto přechodná nebo nepřechodná, přijímají různé odvozovací přípony. Jedná se o polysyntetický jazyk.

## Písmo
Oficiálně je jazyk ainu psán v modifikované verzi japonské slabikové abecedě katakana. Existuje zde také abeceda založená na latince. Ainu Times jsou publikovány v obou verzích.
Část Unicode zvaná Katakana Phonetic Extensions (31F0-31FF) obsahuje znaky katakana určené především pro jazyk ainu. V ainu se často používá katakana pro koncové souhlásky, které se nevyskytují v japonštině.
Je třeba si však uvědomit, že původně jazyk Ainu nezná psanou formu a lid Ainu nepoužíval písmo, pouze ústní tradici, viz níže heslo Yukar.

## Ústní tradice
Ainu má bohatou ústní tradici v hrdinské epice zvané Yukar, ve které se uchovalo mnoho gramatických a lexikálních archaismů.

## Zajímavosti
I v České republice jsou známá některá slova tohoto jazyka díky japonské počítačové hře Final Fantasy X, ve která se někteří z hlavních hrdinů a předměty jmenují podle tohoto jazyka (například Yuna je jméno květiny a Wakka znamená „voda“).

## Příklady

### Číslovky
| Ainsky                  | Česky |
| sinep, ㇱネ             | jeden |
| tup, トゥ               | dva   |
| re, レ                  | tři   |
| inep, イネ              | čtyři |
| asikunep, アシクネ      | pět   |
| iwan, イワン            | šest  |
| arwan, アラワン         | sedm  |
| tupesanpe, トウペサン   | osm   |
| sinepesanpe, ㇱネペサン | devět |
| wan, ワン               | deset |

## Vzorový text
Otčenáš (modlitba Páně):
Kando otta an chikoro Michi.
E kon reihei orota aeoripak kuni ne ki wa un kore.
E koro moshiri ekte wa un kore.
E kor’irenga kando otta an korachi,
moshir’otta ne yakka une no aki kuni ne ki wa un kore.
Kesto kesto chi e kunip tanto ne yakka un kore.
Chi utara anak ne chikoro ashosere utara tusare okere korachi,
chikoro shosep ne yakka tusare wa un kore.
Chi utara anak ne iteki akoramnukara kuni ne ki wa un kore,
koroka wenbe orowa no un ohaitare wa un kore. Amen.